# Йордан Михтиев
Йордан Стефанов Михтиев е български инженер и политик, кмет на община Горна Оряховица (от 2007 – 2011).

## Биография
Йордан Михтиев е роден на 13 януари 1959 година в село Полски Сеновец, България.

### Образовение
През 1977 година завършва Математическата гимназия в град Велико Търново – специалност „Програмист на ЕИМ“. В математическата гимназия Михтиев е капитан на отбора по волейбол. През 1982 година завършва специалност „Автомобилен профил“ във ВНВУ „Васил Левски“, Велико Търново. През 1998 година завършва специалност „Управление и маркетинг“ във ВТУ „Св. св. Кирил и Методий“. Завършва висшето си образование през 2000 година във ВА „Г.С.Раковски“ – София със степен магистър по специалността – „Автобронетанкова техника“.
През 1982 година става командир на автомобилен взвод в под. 58950 гр. Г. Оряховица. През 1985 година става командир на автомобилна рота в под. 58950 гр. Г. Оряховица. През 1987 година става ЗКТЧ на автомобилен батальон в под. 58950 гр. Г. Оряховица. През 1988 година става Началник-щаб на инженерен батальон в под. 58950 гр. Г.Оряховица. През 1992 година става командир на инженерен батальон в под. 58950 гр. Г. Оряховица. През 2000 година става Главен щаб на ВМТ София – Старши помощник по СВВЗ. През 2002 година става Главно управление на ДП „ТСВ“ – София. През 2003 година става главен експерт във Военна академия „Г. С. Раковски“ – София. През 2004 година става Началник сектор „Материално осигуряване“. През 2007 година става управител на складова база в ДП „ТСВ“ под. Г. Оряховица.
На местните избори през 2007 година е избран за кмет от листата на ГЕРБ, като на първи тур получава 24,05 % а на втори тур печели с 62,24 %. На балотажа отива с кандидата на БСП – Обединена левица – Никола Колев, който на първи тур получава 25,33 %.

### Семейство
Йордан и Стефка Михтиеви имат син и дъщеря.